# Kramerije
Kramerije was een televisieprogramma, bestaande uit 24 afleveringen. Kramerije is een klein stadje waar Uil, Geit, Ukke en Lowie de leenrat wonen en die in situaties terechtkomen waarbij ze samen naar oplossingen moeten zoeken. Dat doen ze samen met Pimmie (Lindai Boogerman), die vanuit de mensenwereld bij hen is gekomen. In het stadje worden problemen met taal en rekenen uitgelegd. Veel poppen uit de serie zijn ook te zien in Ik Mik Loreland en keerden in 2003 ook terug in Leesdas Lettervos Boekentas. Het programma is t/m 2008 herhaald op NPO Zappelin.

## Afleveringen van Kramerije
| Nr. | Aflevering                       | Uitzenddatum     |
| --- | -------------------------------- | ---------------- |
| 01  | Kijk mij nou toch!               | 31 oktober 1996  |
| 02  | Kijk eens wat ik kan!            | 7 november 1996  |
| 03  | Onderdoor en overheen            | 14 november 1996 |
| 04  | De weg vinden                    | 21 november 1996 |
| 05  | Ik bouw een toren                | 28 november 1996 |
| 06  | Rondjes en puntjes               | 5 december 1996  |
| 07  | Ik hoor bij jou                  | 16 januari 1997  |
| 08  | Kom in de kraam!                 | 23 januari 1997  |
| 09  | Sokken vol schatten              | 30 januari 1997  |
| 10  | Uil gaat verhuizen               | 6 februari 1997  |
| 11  | Blijf bij mij of hoepel op       | 13 februari 1997 |
| 12  | Feest in Kramerije!              | 20 februari 1997 |
| 13  | Elke dag een beetje groter       | 13 maart 1997    |
| 14  | Raad eens hoeveel ik van je hou? | 20 maart 1997    |
| 15  | Vijf tegels lang                 | 27 maart 1997    |
| 16  | Veertje licht en baksteen zwaar  | 3 april 1997     |
| 17  | Geit heeft geen tijd             | 10 april 1997    |
| 18  | Later ben ik gróót               | 17 april 1997    |
| 19  | Twee aan twee                    | 24 april 1997    |
| 20  | En van je ene, tweeje, drieje    | 15 mei 1997      |
| 21  | Een hand is altijd vijf          | 22 mei 1997      |
| 22  | Een doosje vol verhalen          | 29 mei 1997      |
| 23  | Allemaal in de bus               | 5 juni 1997      |
| 24  | In de tent                       | 12 juni 1997     |

## Trivia
- Kramerije is ook een land in Ik Mik Loreland.